# Komturzy nowochełmińscy
Jest to chronologiczna lista komturów zakonu krzyżackiego sprawujących władzę w rejonie Nowego Chełmna od powstania komturstwa do jego likwidacji jako jednostki administracyjnej w roku 1278:
Komturzy nowochełmińscy:
- Dytryk Roth 1264
- Gebhard 1278